# Prix littéraires 1973
Liste des prix littéraires décernés au cours de l'année 1973 :

## Prix internationaux
- Prix Nobel de littérature : Patrick White (Australie)[1]
- Grand prix de littérature du Conseil nordique : Veijo Meri (Finlande) pour Kersantin poika[2]
- Grand prix littéraire d'Afrique noire : Alioum Fantouré (Guinée) pour Le Cercle des tropiques.
- Prix littéraire des Caraïbes : Jean Fouchard (Haïti) pour Les marrons de la liberté
- Prix des Mascareignes : Marcelle Lagesse (Maurice) pour Sont amis que vent emporte

## Allemagne
- Prix Georg-Büchner :  Peter Handke

## Belgique
- Prix Victor-Rossel : Georges Thinès pour Le Tramway des officiers

## Canada
- Grand prix du livre de Montréal : André Langevin pour L'Élan d'Amérique
- Prix Athanase-David : Marcel Dubé
- Prix du Gouverneur général :
  - Catégorie « Romans et nouvelles de langue anglaise » : Rudy Wiebe pour The Temptations of Big Bear
  - Catégorie « Romans et nouvelles de langue française » : Réjean Ducharme pour L'Hiver de force
  - Catégorie « Poésie ou théâtre de langue anglaise » : Miriam Mandel pour Lions at Her Face
  - Catégorie « Poésie ou théâtre de langue française » : Roland Giguère pour La Main au feu
  - Catégorie « Études et essais de langue anglaise » : Charles Ritchie pour Painters in a New Land
  - Catégorie « Études et essais de langue française » : Albert Faucher pour Québec en Amérique au XIXe siècle
- Prix Jean-Hamelin : Robert-Lionel Séguin pour La Vie libertine en Nouvelle-France au XVIIe siècle

## Corée du Sud
- Prix de l'Association des poètes coréens : Kim Kwang-lim pour 풍경, 갈등, 0, 壬子, 乞人
- Prix de littérature contemporaine (Hyundae Munhak) :
  - Catégorie « Poésie » : Park Jae-reung pour 밤과 蓮花와 上院寺
  - Catégorie « Roman » : Song Gisuk pour La race blanche
  - Catégorie « Critique » : Kim Yunsik pour 식민지문학의 상흔과 그 극복
- Prix Poésie contemporaine : Kim Seon-yeong
- Prix Woltan : Hwang Geum-chan pour 오후의 한강

## Espagne
- Prix Nadal : José García Blázquez, pour El rito
- Prix Planeta : Carlos Rojas, pour Azaña
- Prix national de Narration : José Luis Martín Abril (es), pour El viento se acuesta al atardecer (recueil de nouvelles)
- Prix national de poésie : Ángel García López (es), pour Elegía en Astaroth
- Prix Adonáis de Poésie : José Antonio Moreno Jurado (es), pour Ditirambos para mi propia burla
- Prix d'honneur des lettres catalanes : Josep Vicenç Foix (poète, journaliste et essayiste)
- Prix Anagrama : Xavier Rubert de Ventós (es), pour La estética y sus herejías
- Prix de la critique Serra d'Or :
  - Joan Fuster, pour Literatura catalana contemporània, essai.
  - Terenci Moix, pour Siro o la increada consciència de la raça, roman.
  - Vicent Andrés Estellés, pour Recomane tenebres, recueil de poésie.
  - Josep Pla, pour El que hem menjat, œuvre narrative non fiction.
  - Maurici Serrahima i Bofill (ca), pour Del passat quan era present, œuvre narrative non fiction.
  - Josep Vicenç Foix, pour Tocant a mà..., poème en prose.

## États-Unis
- National Book Award : 
  - Catégorie « Fiction » : John Edward Williams pour Augustus et John Barth pour Chimera
  - Catégorie « Essais - Arts et Lettres » : Arthur M. Wilson pour Diderot
  - Catégorie « Essais - Biographie » : James Thomas Flexner pour George Washington: Anguish and Farewell, 1793-1799
  - Catégorie « Essais - Histoire » : Robert Manson Myers pour The Children of Pride et Isaiah Trunk pour Judenrat
  - Catégorie « Essais - Philosophie et Religion » : S. E. Ahlstrom pour A Religious History of the American People
  - Catégorie « Essais - Sciences » : George B. Schaller pour The Serengeti Lion: A Study of Predator-Prey Relations
  - Catégorie « Poésie » : A. R. Ammons pour Collected Poems, 1951-1971
- Prix Hugo :
  - Prix Hugo du meilleur roman : Les Dieux eux-mêmes (The Gods Themselves) par Isaac Asimov
  - Prix Hugo du meilleur roman court : Le nom du monde est forêt (The Word for World is Forest) par Ursula K. Le Guin
  - Prix Hugo de la meilleure nouvelle longue : Le Chant du barde (Goat Song) par Poul Anderson
  - Prix Hugo de la meilleure nouvelle courte : La Mère d'Eurema (Eurema's Dam) par R. A. Lafferty et La Réunion (The Meeting) par Frederik Pohl et C.M. Kornbluth (ex æquo)
- Prix Locus :
  - Prix Locus du meilleur roman : Les Dieux eux-mêmes (The Gods Themselves) par Isaac Asimov
  - Prix Locus du meilleur roman court : The Gold at the Starbow's End par Frederik Pohl
  - Prix Locus de la meilleure nouvelle : Basilic (Basilisk) par Harlan Ellison
  - Prix Locus du meilleur recueil de nouvelles : The Best Science Fiction of the Year par Terry Carr, éd.
- Prix Nebula :
  - Prix Nebula du meilleur roman : Rendez-vous avec Rama (Rendez-vous with Rama) par Arthur C. Clarke
  - Prix Nebula du meilleur roman court : La Mort du Dr. Île (The Death of Doctor Island) par Gene Wolfe
  - Prix Nebula de la meilleure nouvelle longue : De brume, d'herbe et de sable (Of Mist, and Grass, and Sand) par Vonda N. McIntyre
  - Prix Nebula de la meilleure nouvelle courte : Le plan est l'amour, le plan est la mort (Love Is the Plan the Plan Is Death) par James Tiptree, Jr
- Prix Pulitzer :
  - Catégorie « Fiction » : Eudora Welty pour The Optimist's Daughter (La Fille de l'optimiste)
  - Catégorie « Biographie et Autobiographie » : W. A. Swanberg pour Luce and His Empire
  - Catégorie « Essai » : Frances FitzGerald pour Fire in the Lake: The Vietnamese and the Americans in Vietnam et Robert Coles pour Children of Crisis
  - Catégorie « Histoire » : Michael Kammen pour People of Paradox: An Inquiry Concerning the Origins of American Civilization
  - Catégorie « Poésie » : Maxine Kumin pour Up Country
  - Catégorie « Théâtre » : Jason Miller pour That Championship Season

## Finlande
- Prix Aleksis-Kivi : non décerné
- Prix Kalevi-Jäntti : Kristiina Pelto-Timperi pour Syreenikiitäjä ja Tule se päivä
- Prix Eino-Leino : Arvo Turtiainen
- Prix national de littérature : Claes Andersson pour Bakom bilderna, Mirkka Rekola pour Minä rakastan sinua, minä sanon sen kaikille, Paavo Rintala pour Paavalin matkat, Hannu Salama pour Siinä näkijä, missä tekijä, Kaari Utrio pour Pirita Karjalan tytär, Pentti Saarikoski pour Odysseia, Martti Haavio pour Nuoruusvuodet
- Prix littéraire de la ville de Tampere : Eila Pennanen pour Ruusuköynnös
- Prix Tollander : Olof Enckell
- Prix Rudolf-Koivu : Aarne Nopsanen pour Peruskoulun historia
- Prix Topelius : Uolevi Nojonen pour Askeetti ei saa komplekseja
- Prix Mikael-Agricola : Elvi Sinervo
- Médaille Anni-Swan : Margareta Keskitalo pour Liukuhihnaballadi
- Prix d'écriture Juhana-Heikki-Erkko : Hannu Siekkinen
- Prix Juhana-Heikki-Erkko : Heikki Turunen pour Simpauttaj
- Médaille Kiitos kirjasta : Eeva-Liisa Manner pour Varokaa, voittajat
- Prix Arvid-Lydecken : Paavo Rintala pour Uu ja Poikanen
- Prix Kaarle : Marianne Alopaeus
- Prix Pehr-Evind-Svinhufvud : Laila Hietamies pour Lehmusten kaupunki

## France
- Prix Apollo : Tous à Zanzibar de John Brunner
- Prix Goncourt : L'Ogre de Jacques Chessex
- Prix Femina : Juan Maldonne de Michel Dard.
- Prix Médicis : Paysage de fantaisie de Tony Duvert
- Prix Renaudot : La Terrasse des Bernardini de Suzanne Prou
- Prix Interallié : Monsieur le Consul de Lucien Bodard
- Grand prix du roman de l'Académie française : Un taxi mauve  de Michel Déon
- Prix des libraires : Le Vent de la nuit de Michel Del Castillo
- Prix du Roman populiste : Jean-Marie Paupert pour Mère angoisse
- Prix du Quai des Orfèvres : non décerné
- Prix mondial Cino-Del-Duca : Jean Guéhenno pour l'ensemble de son œuvre
- Grand prix des lectrices de Elle : Simone Schwarz-Bart pour Pluie et vent sur Télumée Miracle

## Italie
- Prix Strega : Manlio Cancogni, Allegri, gioventù (Rizzoli)
- Prix Bagutta : Sergio Solmi, Meditazione sullo scorpione, (Adelphi)
- Prix Campiello : Carlo Sgorlon, Il trono di legno
- Prix Napoli : Luigi Compagnone (it), Città di mare con abitanti, (Rusconi)
- Prix Viareggio : Achille Campanile, Manuale di conversazione

## Monaco
- Prix Prince-Pierre-de-Monaco : Paul Guth

## Royaume-Uni
- Prix Booker : J. G. Farrell pour The Siege of Krishnapur (Le Siège de Krishnapur)
- Prix James Tait Black :
  - Fiction : Iris Murdoch pour The Black Prince (Le Prince noir)
  - Biographie : Robin Lane Fox pour Alexander the Great
- Prix WH Smith : Brian Moore pour Catholics (Chrétiens, demain)
- Prix John-Llewellyn-Rhys : A Warm Gun par Peter Smalley (en)
- Médaille Carnegie : Penelope Lively pour Le fantôme de Thomas Kempe
- Prix Rose-Mary-Crawshay : Marilyn Butler pour Maria Edgeworth: A Literary Biography
- Prix Somerset-Maugham : Paul Strathern pour A Season in Abyssinia